# بيت القاضي (الحيمة الخارجية)

تعديل مصدري - تعديل

بيت القاضي هي إحدى قرى عزلة المخلاف بمديرية الحيمة الخارجية التابعة لمحافظة صنعاء، بلغ تعداد سكانها 209 نسمة حسب تعداد اليمن لعام 2004.